# حرص

نقاشی ۱۹۰۹ پرستش مامون ، بازنمایی عهد جدید و شخصیت طمع مادی ، اثر اولین دی مورگان

حرص (یا طمع) (به انگلیسی: Greed) یک میل سیری‌ناپذیر برای منفعت مادی (چه غذا، پول، زمین، یا دارایی‌های جاندار/بی‌جان) یا ارزش اجتماعی، مانند موقعیت یا قدرت است.
نمونه‌های جانوریی از حرص در مشاهدات ادبی اغلب نسبت دادن انگیزه‌های انسانی به گونه‌های دیگر است. رفتارهای سگ در آخور یا خوک نمونه‌های معمولی هستند. خصوصیات دله (که نام علمی آن (Gulo gulo) به معنای «پرخور» است) هم به اشتهای بیش از حد آن اشاره دارد و هم میل آن به فاسد کردن غذای پس‌مانده پس از خوردن آن.

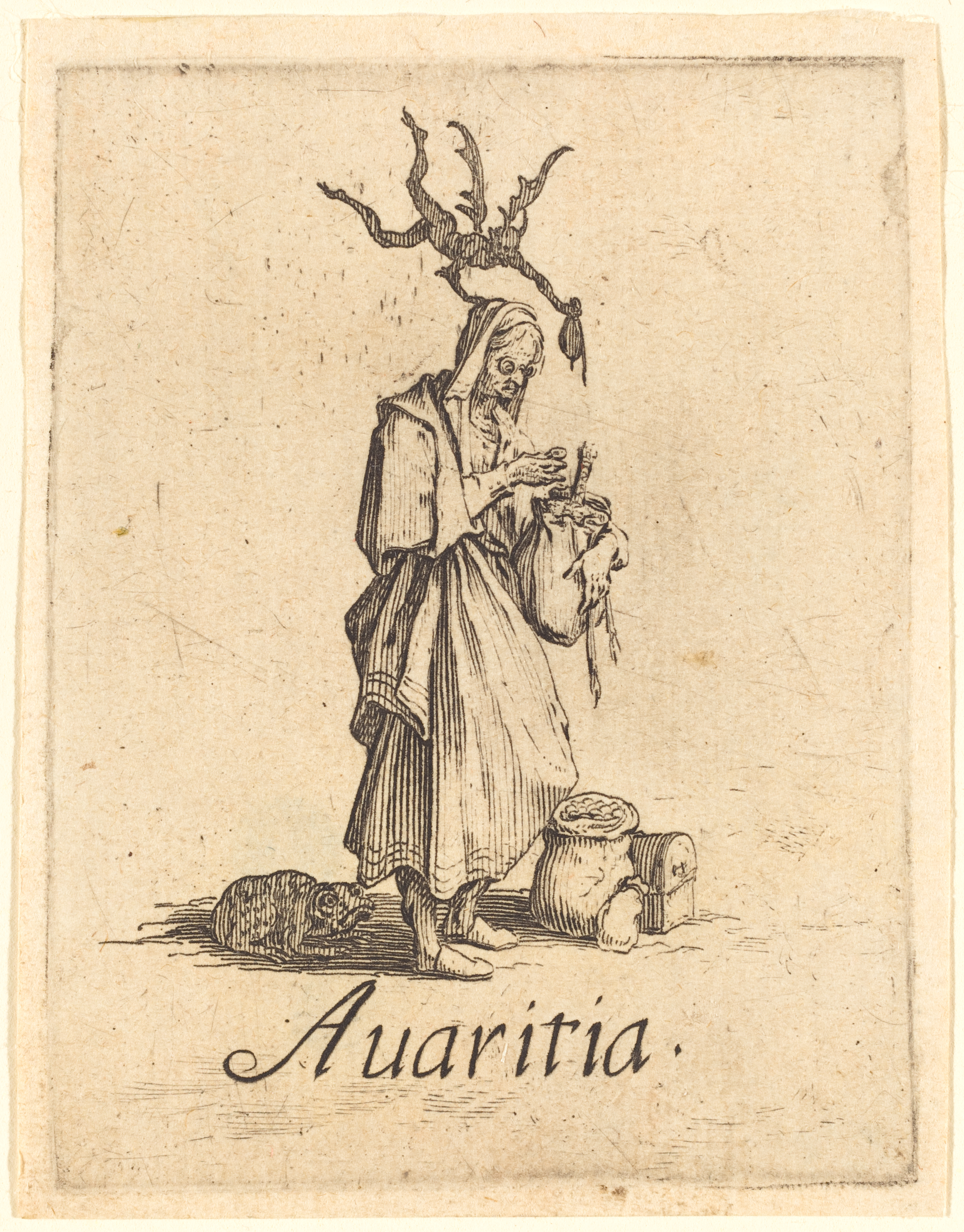
ژاک کالوت، حرص، احتمالاً پس از ۱۶۲۱